# 刘增先
刘增先（？—），男，中华人民共和国外交官，曾任中华人民共和国驻伊兹密尔总领事，现任驻约旦大使馆公使衔参赞。

## 生平
刘增先曾任驻埃及大使馆参赞和驻苏丹大使馆参赞。2016年5月，出任中华人民共和国驻伊兹密尔总领事。2019年2月，因中国政府暂时关闭驻伊兹密尔总领事馆而离任。后任驻约旦大使馆公使衔参赞。